# Brigitte Mira
Brigitte Mira (*2 de abril de 1910, Hamburgo-† 8 de marzo de 2005, Berlín) fue una actriz y cantante alemana vista como uno de los símbolos de Berlín, ciudad en la que vivió.
Hija del concertista ruso judío Siegfried Mira, se entrenó como cantante y bailarina debutando en 1929 como Esmeralda en La novia vendida de Smetana en 1929 en Colonia y posteriormente en Kassel y Kiel junto a Richard Tauber.
En 1941 se estableció en Berlín trabajando en el Theater am Schiffbauerdamm, viviendo con papeles falsos por su condición de medio judía.
Trabajó con Walter Felsenstein en el Teatro Hebbel y la Ópera Cómica de Berlín en La vida parisien de Offenbach y Die Fledermaus de Johann Strauss. Actuó en kabarets en la década del 50 y 60.
En 1967 hizo La casamentera de Thornton Wilder y participó en ocho películas de Rainer Werner Fassbinder, destacándose especialmente en Todos nos llamamos Alí en 1974 ganadora de varios premios.
Se casó cinco veces y tuvo dos hijos.